# Лименас Литохору
Лименас Литохору (грч. Λιμένας Λιτοχώρου) је приморско насељено место у општини Дион-Олимп у периферији Средишња Македонија, Грчка. Према попису из 2021. године било је 12 становника.
Насеље су подигли мештани Литохора`и представља његово пристаниште. Први пут се помиње на попису из 1940. године са 81 становником.